# Little Joe II
A Little Joe II egy, az Apollo-program során, a NASA által 1963-1966 között használt rakéta volt, amelyet a Saturn V holdrakéta mentőtornyának tesztjeinél alkalmaztak. A holdrakéta komponenseinek  kipróbálása során a mentőrakéta volt az egyetlen eszköz, amelyet önmagában, külön teszteltek – és a parancsnoki és műszaki egységnek a vészhelyzeti repülésmegszakítás üzemmódjában a rakéta hatékonyságát, valamint az űrhajó ejtőernyőrendszerének működését tesztelték általa. Az eszköz a nevét a Mercury-program során használt hasonló tesztrakéta – a Little Joe – után kapta. Indításait az új-mexikói White Sands Lőtérről végezték. Ez a rakéta volt az Apollo-program során használt négy rakéta közül a legkisebb méretű és teljesítményű.

## Története

### Helye az Apollo-programban
Az Egyesült Államok kormányzata – élén John F. Kennedy elnökkel – úgy határozott, hogy az űrversenybeli lemaradásukat a Hold meghódításával ellensúlyozzák.Kennedy 1961 májusi kongresszusbeli felhívásával beindult az Apollo-program, amelynek fő jellemzője a beindításának pillanatában az volt, hogy a NASA, akire a feladatot kiosztották, alig-alig rendelkezett tapasztalattal és eszközrendszerrel azon a területen, ahol az elnök a vállalást tette. Ez azzal járt, hogy a hiányzó technikát még ki kellett fejleszteni. Ezen hiányzó műszaki kapacitás egyike volt a Saturn V holdrakéta megvalósítása, amely önmagában is önálló fejezet volt az Apollo-programon belül. A rakéta felbocsátásának egyik problematikája volt, hogy mi történik, ha startbaleset éri az emelkedő szerkezetet és a legénységet menteni kell. Erre a Mercury-programban választották azt a megoldást, hogy az űrkabin tetejére egy rakéta hajtotta rácsszerkezetet – mentőrakétát – illesztettek, amely baj esetén – robbanó patronok segítségével – letépte volna a rakétáról az űrhajót és biztonságos távolságba vitte volna azt a legénységgel együtt. A Gemini-programban katapultülések váltották fel a mentőrakétát. A Saturn V-nél visszatértek a mentőrakétás kialakításhoz.
A mentőrakétát azonban csak azután illeszthették a rakéta és űrhajó(k) alkotta rendszerbe, ha letesztelték és validálták annak valós mentési képességeit. A tesztek iránti igény azonban akadályokba ütközött: a NASA házatáján nem létezett olyan tolóerejű és megbízhatóságú rakéta, amely alkalmas lett volna a mentőrendszer (és az űrhajó) olyan magasságba juttatására, ahol a tesztet el lehetett végezni. Ekkor döntöttek úgy, hogy kiírnak egy pályázatot a Mercury-programnál 1959-1960 során használt Little Joe rakétához hasonló eszköz fejlesztésére. A kiírást a General Dynamics Convair Divíziója nyerte, aki megépíthette a csak szuborbitális repülésre alkalmas egyfokozatú, szilárd hajtóanyagú rakétát a NASA tesztjeihez.

### Fejlesztése
A program a NASA houstoni Manned Spacecraft Centerének (ma: Lyndon B. Johnson Űrközpont irányítása alatt zajlott két érintett beszállító, a General Dynamics/Convair és az űrhajó elkészítője, a North American szoros bevonásával. A NASA irányítás alatt a White Sands Rakétalőtér adta az adminisztratív, technikai, lőtér és egyéb infrastruktúrát, erőforrásokat és szolgáltatásokat (amelyek a lőtérbiztonságot, radar és kamera nyomonkövetést, parancstovábbítást, valós idejű adat kijelzést, fényképezést, telemetriai adat fogadást és a kutatás-mentési műveleteket foglalta magában). A programot eredetileg Cape Kennedy-re tervezték, az ottani U.S. Air Force Keleti lőtérre, de a sok nagy prioritású rakétastart miatt később inkább a Wallops-sziget, vagy a floridai Eglin Légierő Bázis jött szóba lehetséges alternatívaként. Végül került képbe a White Sands, mivel annak 36-os indítóállásáról startoltak korábban a hasonló karakterisztikájú Redstone rakéták, ráadásul ezen a területen szárazföldi leszállás utáni mentésre volt lehetőség, szemben a többi hely sokkal komplikáltabb vizi mentési lehetőségeivel.
A rakéta fejlesztésének jogát és feladatát a General Dynamics Convair divíziója nyerte le és a munka 1962 augusztusában kezdődött el. A viharos gyorsaságú projekt 1963 júliusában véget is ért, amikor lezajlott a végső gyártási ellenőrzés az első elkészült példányon a gyárban.
A rakéta méreteit úgy határozták meg, hogy átmérője illeszkedjen az Apollo űrhajó méreteihez, míg hosszát az alkalmazott Algol rakétahajtóművek dimenziói határozták meg. A törzsre négy, aerodinamikai szárnyat helyeztek el, amelyeknek azt kellett biztosítani, hogy a repülés során a szerkezet eredendően stabilan repüljön. Az eredeti tervek fix szárnyakkal számoltak, amelyet később felváltották a repülés közben irányított, kormányfelületként funkcionáló részegységek. A tervek 100 000 kg-os starttömeggel kalkuláltak, amelyből 36 000 kg-ot tett ki a hasznos tömeg. A hajtóművek működését úgy állították be, hogy sorozatban induljanak be a főhajtóművek (szám szerint négy) és a második fokozatként értelmezett gyorsító hajtóművek (három darab) és a két hajtómű variáns működése között 10 másodperc átfedés is legyen. Főhajtóműként Recruit hajtóműveket alkalmaztak a kívánt tolóerő elérésére, míg a gyorsító hajtóművek az Algol szilárd hajtóanyagú hajtómű sorozatból kerültek ki. A tolóerő változtathatóságát (és az alkalmazási célhoz igazítását) a hajtóművek számának és gyújtási sorrendjének változtatásával érték el.
A dizájn koncepció arra alapozott, hogy minél egyszerűbb kialakítást, szerszámozottságot, gyártási folyamatokat alkalmazzon, limitálta a felhasznált rakéta komponenseket, korlátozza a gyártásra fordítható időt és tartsa a költségeket a lehetséges minimumon. Az össztömeg nem volt a korlátozó tényezők között, de a fő strukturális elemek számának és komplexitásának korlátozása meghozta az eredményét és még a strukturális teszteket is egyszerűsítette. Ahol lehetett, a rakéta rendszereihez már meglévő, a polcról leemelhető elemeket használtak, amelyek korábban már bizonyították a megbízhatóságukat más űrprogramok során, ezzel tovább csökkentve mind a költségeket, mind a szükséges teszteket.
A tervezési filozófia sikerét jelzi, hogy az Apollo-programban egy igen használható eszköznek értékelték a rakétát. Összesen két nagyobb nehézséget találtak rajta. Az első, éles rendszertesztekre használt példánynál az önmegsemmisítő nem lépett működésbe, mivel a gyújtóvezetéket nem megfelelően szerelték be és az nem váltotta ki az Algol hajtómávekre szerelt tölteteknél a robbanást. Ezen kívül a negyedik repülésen (A-0003 a rakéta irányíthatatlanná vált a start utáni 2,5 másodperc múlva, amikor az egyik aerodinamikai szárny kifordult egy elektromos hiba miatt. A hibákat kijavítva az elsődleges tesztprogramot sikerrel hajtották végre.

## Kialakítása
A Little Joe II egy egyfokozatú, szilárd hajtóanyagú rakéta volt, amely a Recruit rakétához kifejlesztett főhajtóművet és a Scout rakéták Algol rakétafokozatában alkalmazott használt. A rakétát úgy tervezték, hogy változó számú fő ás gyorsító hajtóművekkel üzemeljen (függően a hasznos teher tömegétől és az elérendő magasságtól), de a közös minden változatban az volt, hogy a hajtóműveket egyetlen teherviselő keretbe szerelték.  
- Little Joe II
  - Tolóerőt: 49 és 1,766 kN között
  - Saját hossz: 10.1 m Az Apollo űrhajó és a mentőrakéta nélkül
  - Teljes hossz: 26.2 m űrhajóval és mentőrendszerrel együtt
  - Átmérő: 3.9 m a rakétatestnél
  - Szárny fesztáv: 8,7 m
  - Tömeg: 25 900 és 80 300 kg
  - Hajtóanyag: szilárd
  - Égésidő: ~50 s
- Algol hajtómű
  - Tolóerő: 465 kN egy egységre számítva
  - Hossz: 9,1 m
  - Átmérő: 1 m
  - Össztömeg: 10 180 kg
  - Üres tömeg: 1900 kg
  - Hajtóanyag: szilárd
  - Égésidő: 40 s
- Recruit hajtómű (Thiokol XM19)
  - Tolóerő: 167 kN
  - Hossz: 2,7 m
  - Átmérőr: 0,23 m
  - Tömeg: 159 kg
  - Hajtóanyag: szilárd
  - Égésidő: 1,53 s

## Repülések
A repülések sorában az első az ún. Minősítő Próbajármű (Qualigfication Test Vehicle) felbocsátása volt 1963. augusztus 28-án, amely teljes egészében magának a rakétának a tesztelését szolgálta és csak egy mérethű "próbababát", azaz egy űrhajó formájú üres alumínium héjat, illetve egy működésre alkalmatlan mentőrakétát vitt magával. Ezzel a felbocsátással azt demonstrálták, hogy a Little Joe II készen áll az első hivatalos teszt felbocsátásra, az A–001 repülésre. Erre az első éles tesztre 1964. május 13-án került sor, amelynek során a BP–12 jelű, műszerekkel megrakott, ám önálló repülésre alkalmatlan űrhajót és egy éles mentőrakétát vitt fel a rakéta tesztelésre. A harmadik (A–002 jelű) start során az előzőével megegyező konfigurációban a BP–23 űrhajó és egy szintén működőképes LES indult a magasba, hogy ezúttal a mentőrakéta hatékonyságát mérjék, miközben az űrhajóra ugyanolyan nyomás és feszültségi körülmények hatottak, mint azt egy Saturn IB, vagy Satrun V indítás közben vártak el. Az A–003 1965. május 19-én startolt  a BP–22 jelű űrhajó makettel (Boilerplate) és teljes értékű mentőrakétával és a mentőrendszer nagy magasságban történő kipróbálását állították célkeresztbe, ám a repülésmegszakítás végül alacsony magasságban ment végbe a Little Joe hibája miatt. Az utolsó, A–004 jelű start 1966. január 20-án ment végbe, amikor a rakéta az első sorozatgyártott űrhajót, a CSM–002-t vitte a magasba.
A tesztelés során apróbb hibák kerültek napvilágra az ejtőernyő zsinórzat leválasztóval, a kihúzó és a főernyők nyitó piropatronjaival és a parancsnoki és műszaki egység köldökzsinór leválasztójával, amely problémákat mind azonosították és kijavították a legénységgel történő Apollo repüléseket megelőzően. Mindezzel együtt végül az összes emberrel a fedélzetén repülő űrhajó megfelelő leszállást mutatott be és igazolta, hogy ha a tesztűrhajókon is ember ült volna, azon is túlélték volna az utasai egy leszállás megszakítás körülményeit.
Ráadásképpen a repülés közbeni megszakításokkal párhuzamosan két indítóállásbeli megszakítást is szimuláltak, amelyben a földön állva indították be a mentőrendszert, sikerrel.

### Az egyes repülések adatai
| Megnevezés                     | QTV      | A-001    | A-002    | A-003    | A-004    |
| ------------------------------ | -------- | -------- | -------- | -------- | -------- |
| Starttömeg                     | 25930 kg | 26281 kg | 42788 kg | 80372 kg | 63381 kg |
| Hasznos teher                  | 10988 kg | 11492 kg | 12561 kg | 12626 kg | 14717 kg |
| Tolóerő startkor               | 1400 kN  | 1400 kN  | 1600 kN  | 1395 kN  | 1766 kN  |
| Szárnyak kitéríthetőek         | Nem      | Nem      | Igen     | Igen     | Igen     |
| Recruit főhajtóművek száma     | 6        | 6        | 4        | 0        | 5        |
| Algol gyorsítóhajtóművek száma | 1        | 1        | 2        | 6        | 4        |
| Magasság                       | 8400 m   | 4700 m   | 4683 m   | 5944 m   | 22600 m  |
| Megtett távolság               | 14700 m  | 3530 m   | 2316 m   | 5486 m   | 34630 m  |

## Fordítás
- Ez a szócikk részben vagy egészben  a   Little Joe II című angol Wikipédia-szócikk ezen változatának fordításán alapul.  Az eredeti cikk szerkesztőit annak laptörténete sorolja fel. Ez a jelzés csupán a megfogalmazás eredetét és a szerzői jogokat jelzi, nem szolgál a cikkben szereplő információk forrásmegjelöléseként.